# 絶対音楽 (ALI PROJECTのアルバム)
『絶対音楽』は、ALI PROJECT初のインストゥルメンタルアルバム。
2014年3月5日に徳間ジャパンコミュニケーションズから発売された。

## 収録曲
1. Romance
  - 『Romance』収録楽曲
2. Les Papillons
  - 『Les Papillons』収録楽曲
3. Arabesque　Romanesque
4. Visconti Chic
  - 『神々の黄昏』収録楽曲
5. 柔らかな肌
6. Cafe du Soleil
7. 月のなかの少女
8. gai desespoir
9. プラタナスの葉末に風は眠る
  - 『Aristocracy』収録楽曲
10. Etoiles
  - 『エトワール』収録楽曲
11. Gothic Opera
  - 『Gothic Opera』収録楽曲
12. Magritte Et Georgette
13. いにしへひとの言葉
  - 『令嬢薔薇図鑑』収録楽曲
14. この國よ静かに目覚めたまえ
  - 『汎新日本主義』収録楽曲
15. Sonata of Ember Glance
  - 『禁書』収録楽曲
16. Dignity of the Orient　( 新録音 ・ ボーナストラック )
  - PRODUCER LOOPSのサンプル音源『SYMPHONIC SERIES VOL.1: CLASSIC CARTOONS』より「Cat And Mouse」が利用されている。
17. 月光ソワレ